# 宮川三郎
宮川 三郎（みやがわ さぶろう、1925年6月5日 - 1945年6月6日）は、大日本帝国陸軍軍人。

## 来歴
1925年に、新潟県北魚沼郡城川村（現・小千谷市）で農業を営む宮川松太郎・マツの8人の子供の末っ子として誕生。非常に読書好きで算術と理科が得意だったことから、教育熱心な父に薦められて新潟県立工業学校（旧制　現・新潟県立長岡工業高等学校）へ進学すると、卒業するまで首席だった。高校時代は、クラスの学級長を松崎義勝と競い合うほどで、運動神経抜群・性格温厚・成績優秀と三拍子揃った美男子の三郎は、一躍村の人気者になった。
1941年に新潟県立工業学校を卒業すると、第三設計課に在籍中で高校の先輩だった大野敬三の誘いで立川飛行機へ入社する。6歳年上になる2番目の兄、栄次郎が東京で働いていたことから栄次郎と2人暮らしを始めると、三郎は受験勉強に集中できたため、慶應義塾大学工学部と早稲田大学工学部の両方に合格した。
同年12月8日、真珠湾攻撃によって大東亜戦争が勃発すると、当時の青年が憧れた飛行機の操縦士に三郎も憧れ、飛行機設計の仕事より戦闘機パイロットになりたいと望むようになり、逓信省航空機乗員養成所に入所。学生の徴兵制度猶予が全て無くなり、第一陣学徒出陣壮行会が1943年10月21日に明治神宮で行われ、その中に三郎の姿もあった。
1945年4月12日、三郎は薩摩半島の万世飛行場から第104振武隊員として出撃するも、機体不調によって帰還した。三郎は翌日も万世に残っていたが、同年5月11日に知覧へ移動するように命令され、5月17日は知覧で孤独な待機生活を送っている。同年5月19日の正午頃、昼食をとるために陸軍指定の富屋食堂に向かったところ、入れ代わりで食堂から出てきた隊員の中に偶然にも松崎を見つけた。短い会話から翌日早朝が松崎の出撃日と知って三郎は動揺するが、死ぬまで飛ばされる特攻隊員の運命を一度経験した三郎は、自分にも出撃命令が出たら必ず死のうと心に決めた。同年5月20日、松崎は命令通りに沖縄方面へ特攻、戦死した。
台風接近によって悪天候が続く南薩摩だったが、同年6月5日、三郎20歳の誕生日に翌日の出撃命令が下った。その日、富屋食堂の鳥濱トメにお別れを言いに行った三郎は、「今度はホタルになって戻ってくるよ…」と言った話は非常に有名で、三郎はトメの末娘である礼子に、自身の形見として東京で栄次郎に買ってもらった万年筆を手渡した。そして6月6日、命令通りに悪天候の中を沖縄へ向かい、消息を絶っている。